# Вселенная в зеркале заднего вида
Вселенная в зеркале заднего вида. Был ли Бог правшой? Или скрытая симметрия, антивещество и бозон Хиггса ― научно-популярная книга американского астрофизика Дэйва Голдберга.

## Содержание
В книге рассказывается о фундаментальных симметриях, которые играют значительную роль в законах физики. Во Вселенной практически всё — от антивещества и бозона Хиггса до массивных скоплений галактик — формируется на основе скрытых симметрий.
Автор пишет о столь сложных физических понятиях простым и понятным языком, с чувством юмора. Для более доходчивого понимания книга снабжена многочисленными иллюстрациями и тематическими приложениями. Книга разделена на тематические главы, такие как антивещество, космология, гравитация, теория относительности и т.д.
Отдельная глава посвящена немецкому математику Эмме Нётер, которая является одним из величайших математиков двадцатого века и доказала теорию симметрии в 1918 году. Согласно которой каждой непрерывной симметрии физической системы соответствует некоторый закон сохранения. Наличие этой теоремы позволяет проводить анализ физической системы на основе имеющихся данных о симметрии, которой эта система обладает.
Несмотря на простой язык и доходчивые объяснения сложных законов физики, от читателя все же потребуется определённая естественно-научная и математическая подготовка.

## Издание в России
Книга «Вселенная в зеркале заднего вида» издана в России в 2015 году.